# Swami Brahmananda

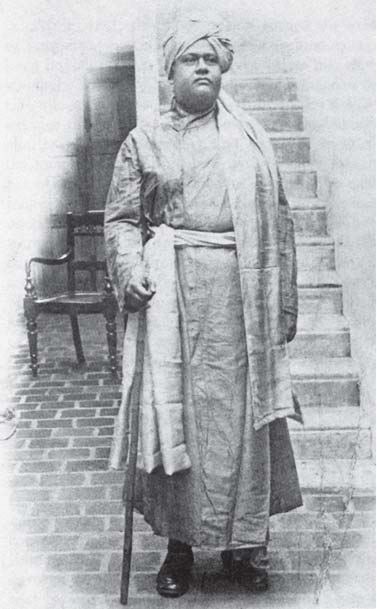
Swami Brahmananda em Madras, 1908

Swami Brahmananda (Bengali: Shami Bromanando) (21 de Janeiro de 1863, Sikra Kulingram, perto de Basirhat, Calcutá – 10 de Abril de 1922) foi um monge indiano. Seu nome pré monástico é Rakhal Chandra Ghosh (Bengali: Rakhal Chôndro Ghosh). Sri Ramakrishna reconheceu ele como seu “filho espiritual”. Ele se tornou o primeiro presidente da Missão Ramakrishna. Conhecido como “Raja Maharaj”, ele foi largamente responsável pela desenvolvimento inicial da Missão Ramakrishna, que estava abatida devido morte do corpo de Swami Vivekananda .

## Biografia

### Nascimento e infância
Rakhal Cahndra Ghosh (Swami Brahmananda) nasceu em 21 de Janeiro de 1863 em Sikra, um vilarejo perto de Calcutá. Seu pai, ananda Mohan Gosh foi um senhor de terras. Sua mãe, Kailas Kamini, foi uma pessoa piedosa e devota de Shri Krishna, que lhe deu o nome de Rakhal, (significando o menino companheiro de Sri Krishna). A mãe morreu quando o menino tinha apenas 5 anos de idade. Logo depois, seu pai casou-se com uma segunda mulher, que criou Rakhal. A educação dele começou na escola do vilarejo, que foi iniciada por Ananda Mohan, sobretudo para o bem de seu filho. Como estudante, Rakhal era notável por sua inteligência. No entanto, enquanto garoto ele tinha vários interesses na vida. Fisicamente ele era muito mais forte do que a maioria dos garotos de sua idade. Nos arredores havia um templo dedicado à Deusa Kali. Com certa frequência Rackal era visto de pé em grande devoção ante a imagem da deidade.

### Colégio e amizade com Swami Vivekananda
Depois de Rakhal ter terminado a educação primária, ele foi mandado para Calcutá em 1875 e foi  aceito em uma escola no estilo Inglês para fazer o ensino médio. Em Calcutá ele veio a ter contato com Narendra Nath, que viria a ser conhecido como Swami Vivekananda, que era então o líder dos garotos na localidade. Narendra, com seu espírito dinâmico e liderança inata, lançava sua influência sobre outros e carregava-os ao longo do caminho que considerava correto. Rakhal , que era dócil, quieto  e de uma natureza suave, caiu facilmente sob o seu encanto  e dali cresceu uma próxima amizade entre os dois, que culminou com um discipulado comum de ambos com Sri Ramakrishna e trouxe resultados abrangentes.

### Com Sri Ramakrishna
A indiferença de Rakhal para com os estudos  e coisas mundanas fez com que seu pai o casasse. No entanto, como uma ironia do destino, foi seu próprio casamento que trouxe Rakhal para ter contato com Sri Ramakrishna que, de uma vez, reconheceu nele seu “filho espiritual”  devido a uma visão concedida ao mestre pela Divina Mãe. A partir de então se iniciou o caminho de intimidade espiritual e intenso treino sob o amoroso cuidado do Guru, que resultou em diversos ânimos místicos e experiências espirituais.

### Depois do Mahasamadhi do Mestre

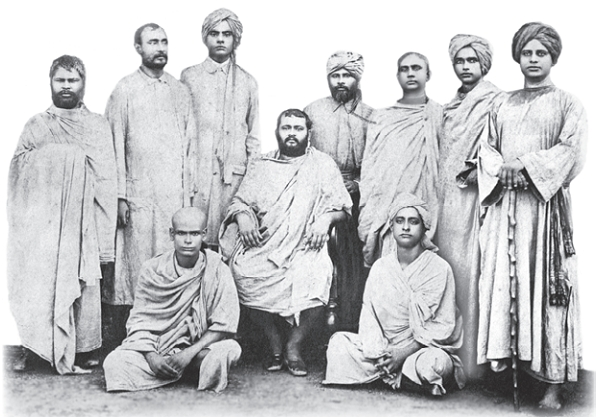
Alambazar Math, 1896. Alguns dos discípulos de Sri Ramakrishna que tomaram votos monásticos depois do Mahasamadhi do mestre. Despedida de Swami Abhedananda que estava partindo para os EUA. Da a esquerda, em pé os Swamis: Adbhutananda, Yogananda, Abhedananda, Trigunatitananda, Turiyananda, Nirmalananda e Niranjanananda; sentados, os Swamis: Subodhananda, Brahmananda (na cadeira), e Akhandananda

Depois da morte do corpo de Sri Ramakrishna, Rakhal, junto com Narendra e outros irmãos discípulos, abraçou a vida monástica sob o nome de Swami Brahmananda. Ele passou diversos anos como um monge errante, visitando locais de peregrinação e praticando severas austeridades. Um pouco antes do retorno de Swami Vivekananda do Ocidente, ele voltou para Baranagore, onde havia uma casa para os discípulos monásticos de Sri Ramakrishna, e passou a viver lá.

### Como presidente da Ordem
Depois do retorno de Swami Vivekananda do Ocidente, quando Ramakrishna Mission foi formada como um Associação, em primeiro de Maio de 1897, em Baghbazar, em Calcutá, Swami Viekananda foi eleito o Presidente Geral e Swami Brahmananda se tornou o primeiro presidente em  em Calcutta. Depois do estabelecimento do monastério de Belur Math, Swami Brahmananda se tornou o presidente. Ele deteve este posto  até o fim de sua vida. Swamiji ( Vivekananda) deixou a responsabilidade de conduzir a organização para Swami Brahmananda, lembrando que Sri Ramakrishna havia certa vez comentado que Rakhal tinha a capacidade de governar um reino.  O misterioso senso que Swami Brahmananda tinha para resolver mesmo difíceis problemas e espiritual eminência das alturas do Himalaya permitiu que a organização atingisse novos níveis de glória e desenvolvimento.
O longo período em que Swami Brahmananda esteve à frente da ordem(1901-1922) foi marcado por trabalho e adoração remarcavelmente combinados. Durante este período a Ordem Ramakrishna passou por uma grande expansão e diversos novos centros foram abertos na Índia e em outros países. A Missão Ramakrishna, que havia sido fundada por Swami Vivekananda como uma associação foi revivida e registrada durante este período.  A sua ênfase na vida contemplativa serviu para contrabalancear as atividades empreendidas pelos monges. Ao longo destes difíceis anos de formação, ele deu grande estabilidade para esta  Sangha( comunidade de monges). Enquanto esteve à frente, ele também guiou muitos sinceros buscadores espirituais, tomando-os sob sua proteção. Deste modo cumpriu o dito profético de Swami Vivekananda, de que Brahmananda era verdadeiramente um dínamo espiritual.

### Últimos anos
Raja Maharaj entrou em Mahasamadhi, momento em que um yogue deixa o corpo físico, em 10 de Abril de 1922. Sua vida e ensinamentos foram copilados em livros de diferentes autores. Dentre estes, está o clássico, “O Eterno Companheiro”, o único que está disponível em português.

## Ensinamentos
"Deus e o desejo pelos prazeres do mudo não podem caminhar juntos. Se optarem por um, devem deixar o outro. Simultaneamente, é impossível abandonar totalmente os prazeres inferiores exceto quando já provaram a felicidade do mais sublime. É por isso que insisto em dizer que vocês devem entregar-se a Deus, de coração, agora, quando ainda são jovens. Façam com que Deus seja o mais importante para vocês; repitam sempre “Deus é tudo para mim”. Estabeleçam esta verdade firmemente em seus corações e o caminho será fácil. Depois de experimentar a felicidade de Deus, todos os outros prazeres se tornarão insípidos. Dediquem suas vidas a Deus, busquem refúgio apenas Nele e deixem que Ele faça o que quiser de vocês."
"Pratique japa e meditação regularmente. Não perca um único dia sequer. A mente é como uma criança mimada e inquieta. Você deve acalmá-la tentando fixá-la continuamente em seu Ideal Escolhido, até que, finalmente, será capaz de se concentrar Nele totalmente. Se continuar firme nessa prática por dois ou três anos seguidos, começará a sentir uma indizível alegria e sua mente se tornará estável, firme. No início, o japa e a meditação parecem atividades maçantes. É como tomar um remédio amargo. Você deve forçar sua mente a pensar em Deus e, se persistir nisso, com o tempo todo seu ser será inundado de alegria."
"Se disser simplesmente: `Eu vencerei a luxúria, eu vencerei a ira e a ambição`, jamais irá vencê-las, mas se puder concentrar  sua mente em Deus, as próprias paixões o deixarão. Sri Ramakrishna  costumava dizer: `Quanto mais alguém se move para o leste, mas distante fica do oeste.` Pense em Deus e ore. Assim, os objetos dos sentidos não exercerão mais atração sobre você. Não desperdicem mais tempo.
Nos estágios iniciais, o aspirante deve aumentar seu tempo de meditação de forma gradual e constante. Se, devido a uma entusiasmo momentâneo, porém, ele tentar aumentar rapidamente suas horas de prática, descobrirá que as conseqüências serão difíceis de suportar. Ficará deprimido e perderá a energia para meditar. Recuperar uma mente deprimida e conduzi-la de volta às práticas espirituais é tarefa difícil”

## Nota
- Este artigo foi inicialmente traduzido, total ou parcialmente, do artigo da Wikipédia em inglês cujo título é «Swami Brahmananda», especificamente desta versão.